# Beernem

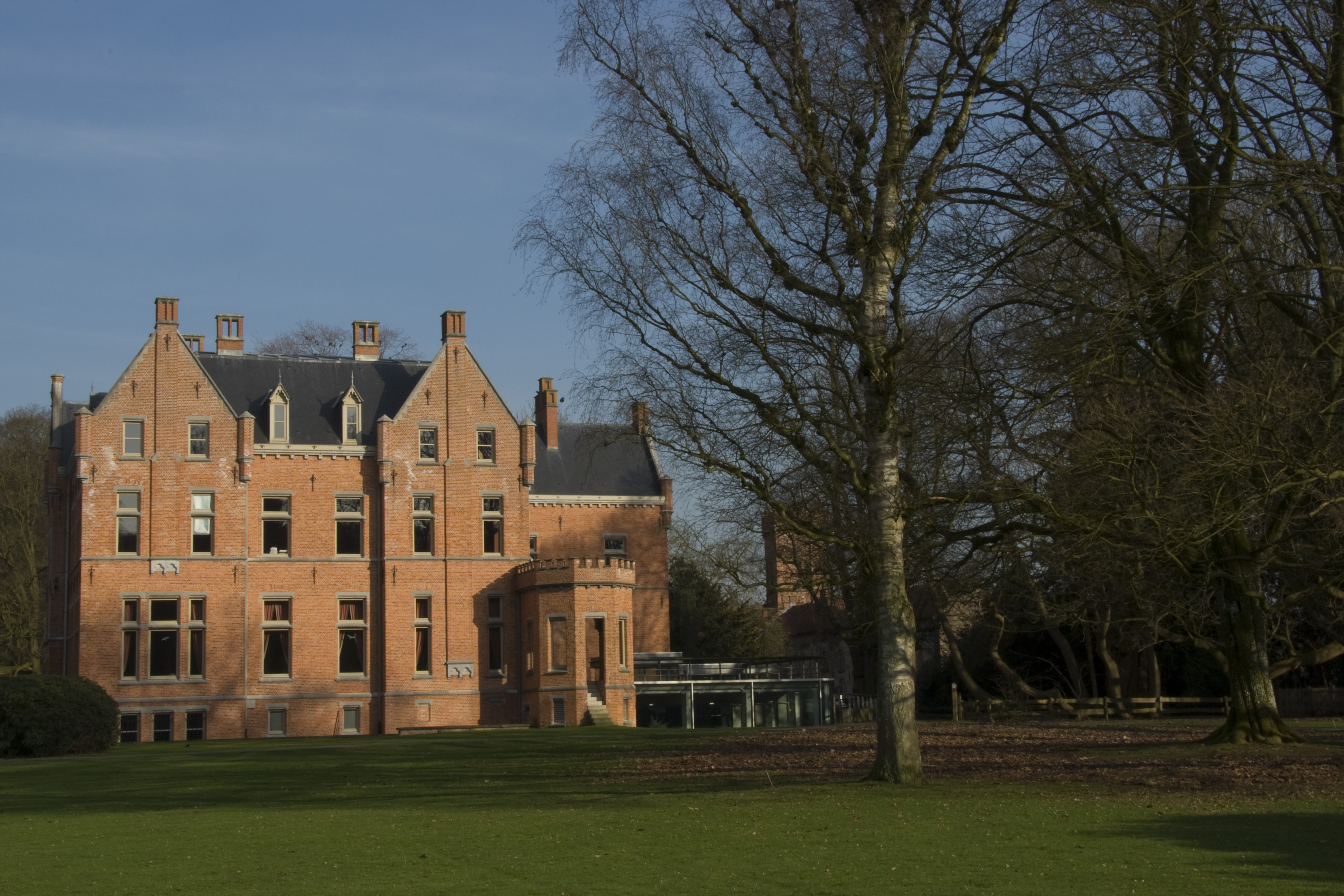
Estructura de zona semiurbana en Beernem.

Beernem es un municipio de Bélgica, situada en la provincia de Flandes Occidental. A comienzos de 2018 contaba con una población total de 15.687 personas.

## Geografía
El término se encuentra al sureste de Brujas. La extensión del término es de 71,68 km², con una densidad de población de 218,86 habitantes por kilómetro cuadrado.
- Altitud: 9 metros.
- Latitud: 51°9′0″ N
- Longitud: 3°19′59″ E

### Secciones del municipio
El municipio comprende los antiguos municipios, que se fusionaron en 1977:
| - Beernem - Oedelem - Sint-Joris |

## Demografía

### Evolución
Todos los datos históricos relativos al actual municipio, el siguiente gráfico refleja su evolución demográfica, incluyendo municipios después de efectuada la fusión el 1 de enero de 1977.
| Gráfica de evolución demográfica de Beernem entre 1846 y 2020 |
|                                                               |